# Abergement-le-Petit
Abergement-le-Petit ist eine kleine französische Gemeinde mit 48 Einwohnern (Stand 1. Januar 2022) im Département Jura in der Region Bourgogne-Franche-Comté. Sie gehört zum Arrondissement Dole, zum Kanton Bletterans und ist Mitglied im Gemeindeverband Communauté de communes Comté de Grimont, Poligny. Die Einwohner nennen sich Abergementiers oder Abergementières.

## Geographie
Die Gemeinde liegt rund 25 Kilometer südöstlich von Dole. Sie grenzt im Nordosten an die Gemeinde Vadans, im Osten, Süden und Westen an Grozon und im Nordwesten an Abergement-le-Grand. 

## Weblinks

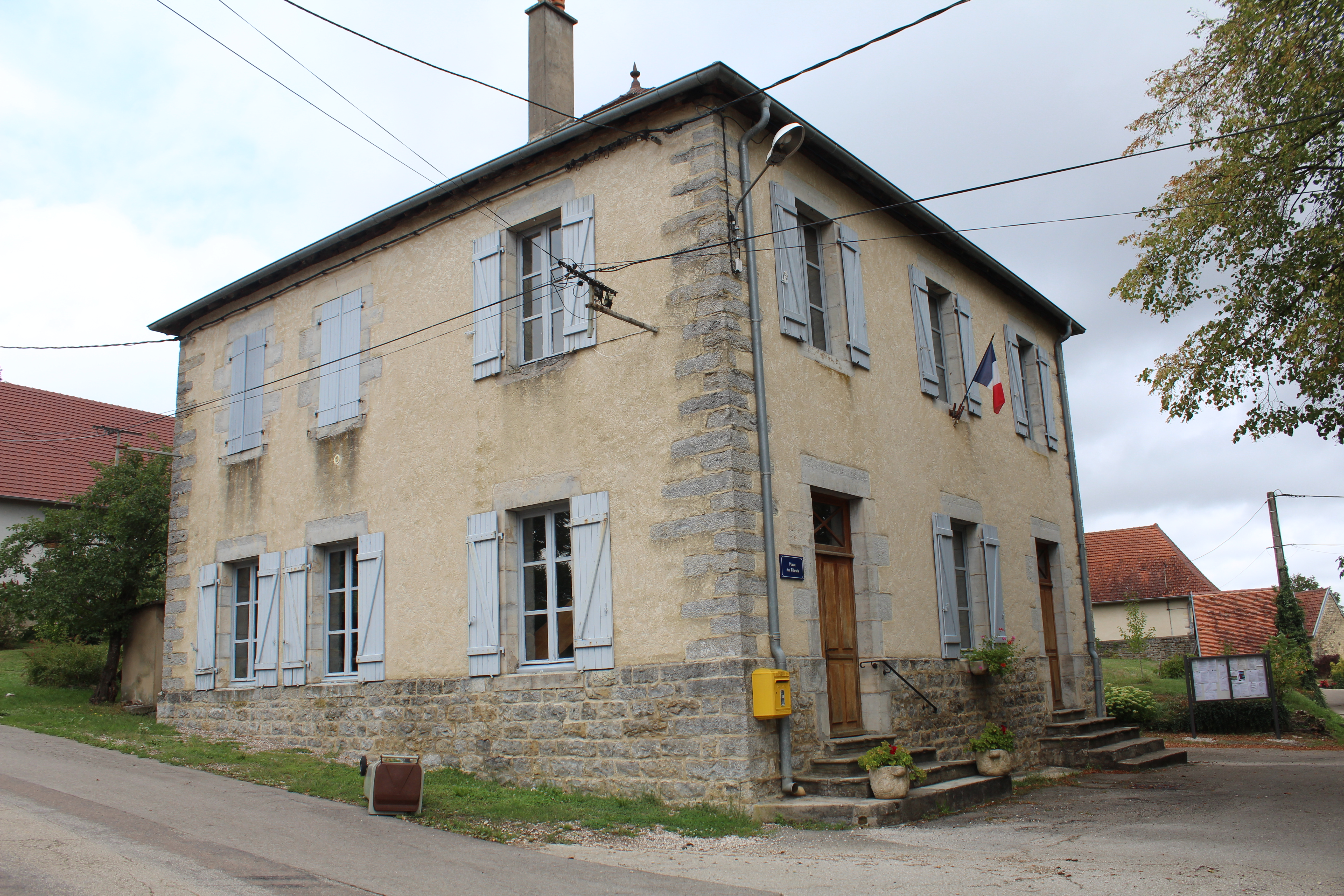
Mairie Abergement-le-Petit

## Bevölkerungsentwicklung
| Jahr                       | 1968 | 1975 | 1982 | 1990 | 1999 | 2006 | 2017 |
| Einwohner                  | 46   | 38   | 32   | 39   | 43   | 40   | 42   |
| Quellen: Cassini und INSEE |      |      |      |      |      |      |      |